# Южноамериканские виреоны
Южноамериканские виреоны, или виреончики (лат. Hylophilus), — род воробьиных птиц из семейства виреоновых.

## Классификация
Международный союз орнитологов относит к роду 8 видов:
- Hylophilus amaurocephalus (Nordmann, 1835)
- Hylophilus poicilotis Temminck, 1822 — Рыжеголовый южноамериканский виреон
- Hylophilus olivaceus Tschudi, 1844 — Оливковый южноамериканский виреон
- Hylophilus pectoralis P. L. Sclater, 1866 — Пепельноголовый южноамериканский виреон
- Hylophilus brunneiceps P. L. Sclater, 1866 — Буроголовый южноамериканский виреон
- Hylophilus thoracicus Temminck, 1822 — Желтогрудый южноамериканский виреон
- Hylophilus flavipes Lafresnaye, 1845 — Кустарниковый южноамериканский виреон
- Hylophilus semicinereus P. L. Sclater & Salvin, 1867 — Серогрудый южноамериканский виреон

Другие виды, ранее относимые к южноамериканским виреонам, были вынесены в другие роды:
- Tunchiornis ochraceiceps (P. L. Sclater, 1860) — Оранжеволобый южноамериканский виреон
- Pachysylvia decurtatus (Bonaparte, 1838) — Сероголовый южноамериканский виреон
- Pachysylvia hypoxanthus (Pelzeln, 1868) — Темношапочный южноамериканский виреон
- Pachysylvia muscicapinus (P. L. Sclater & Salvin, 1873) — Оранжевогрудый южноамериканский виреон
- Pachysylvia aurantiifrons (Lawrence, 1861) — Золотолобый южноамериканский виреон
- Pachysylvia semibrunneus (Lafresnaye, 1845) — Белощёкий южноамериканский виреон